# Spilosmylus alticolus
Spilosmylus alticolus is een insect uit de familie watergaasvliegen (Osmylidae), die tot de orde netvleugeligen (Neuroptera) behoort. 
Spilosmylus alticolus is voor het eerst wetenschappelijk beschreven door Banks in 1937. De soort komt voor op Mindanao (Filipijnen).